# Бошко Мијатовић
Бошко Мијатовић (Београд, 25. октобар 1951) српски је економиста и историчар. Председник је Центра за либерално-демократске студије, члан Одбора за економске науке САНУ.

## Биографија
Дипломирао је на Економском факултету 1976. године. На истом факултету је магистрирао и докторирао 1990. године из области јавних финансија. Припада кругу либерално оријентисаних економиста.
Мијатовић је био запослен у Економском институту као истраживач, а од 2005. године ради као директор економских студија у Центру за либерално-демократске студије. Његов стручни интерес обухвата различите области попут анализе државних (јавних) политика, транзиције и приватизације, макроекономске анализе, социјалног осигурања, економике радне снаге итд. Радио је као консултант у приватизацији. Током транзиције у Србији радио је на више реформских закона.
Бави се и економском историјом Србије 19. и 20. века, посебно финансијском историјом.

## Дела
Бошко Мијатовић је аутор, поред већег броја чланака у домаћим и страним часописима, више колективних и индивидуалних књига:
- Приватизација (1993)
- Економија, политика и транзиције (1998)
- Дуван и српска држава у XIX веку (2006)
- Појмовник либералне демократије (са И. Вујачићем и Т. Младеновићем, 2008)
- Два века Дечанске улице (2009)
- Поезија, тржиште, држава (са М. Максимовићем, 2009)
- Пензијско осигурање пољопривредника (2010)
- Србија на низбрдици (2011)
- Програм дечјих додатака у Србији: анализа и предлози за унапређење (са Г. Матковић, 2012)
- Илустрована историја београдских кафана - од Турског хана до Аеро клуба (са Б. Белингаром, 2016)
- Земља, новац, држава: из српске економске историје (2018)
- Историја државних финансија Србије 1876-1895 (2021)